# Lisímac de Tràcia
Lisímac (en grec antic: Λυσίμαχος, llatí: Lysimachus; nascut circa el 350 aC, mort el 281 aC) fou rei de Tràcia i de Macedònia.

## Vida

### Orígens
Era nascut a Macedònia (segons Flavi Arrià a Pel·la) però d'origen tessali, ja que el seu pare Agàtocles havia tingut un alt càrrec a Crannó (Tessàlia), i havia obtingut el favor del rei Filip II de Macedònia, a qui havia promès el suport del déu local.
De petit ja es va distingir pel seu coratge i per la seva fortalesa física, cosa que li va permetre ascendir a l'important lloc d'un dels somatofílacs, oficials elegits al servei d'Alexandre el Gran. A part d'això, no consta que hagués exercit cap comandament rellevant. Quint Curci Rufus diu que en una cacera a Síria va matar un lleó enorme amb les mans, encara que va rebre serioses ferides; es diu que després va ofendre el rei, que, més tard el va perdonar per raó d'aquesta gesta, segons diuen Justí, Plutarc i Plini el Vell.

### Sàtrapa de Tràcia
A la mort d'Alexandre li va ser assignat el govern de Tràcia i províncies adjacents fins al Danubi; aquest govern li fou donat en ser considerat el més competent per lluitar contra els bàrbars de la frontera tràcia. Només arribar al seu govern es va haver d'enfrontar al rei dels odrisis, Seutes, que havia reunit un fort exèrcit i esperava confirmar la seva independència. A la primera batalla Lisímac va obtenir una victòria parcial però la resta de la guerra és desconegut; en generals els historiadors creuen que la guerra contra els odrisis i altres tribus bàrbares fou llarga i que això li va impedir de participar en les lluites que van enfrontar als altres diàdocs. En set anys va consolidar el seu poder i va estendre el seu domini fins a la desembocadura del Danubi, deixant guarnicions a les ciutats gregues de la costa occidental de l'Euxí.
El 315 aC, davant l'augment de poder d'Antígon el Borni, Lisímac es va unir en una lliga amb Ptolemeu I Soter, Seleuc I Nicàtor i Cassandre de Macedònia, i va reclamar la Frígia Hel·lespòntica a Antígon. Com que, lògicament, li la va negar, va esclatar la guerra. De fet, no va participar en la guerra, perquè les ciutats gregues de l'Euxí, Cal·latis, Istros i Odessos, es van revoltar; va travessar el riu Hermos amb un exèrcit i va derrotar els escites i tracis que donaven suport a les ciutats gregues, i també a una flota que Antígon va enviar en suport d'aquestes ciutats, i finalment les va reduir totes tres.
A la pau general del 311 aC fou confirmat en la possessió de Tràcia, però no va adquirir nous territoris. El 309 aC va fundar Lisimaquea, a l'Hel·lespont, no lluny de Càrdia, gran part dels habitants de la qual van poblar la nova ciutat. Després del 306 aC va imitar Antígon i va assolir la reialesa.

### Rei
No va participar en les subseqüents lluites. Va mantenir una sòlida aliança amb Cassandre de Macedònia, amb la germana del qual, Nicea, estava casat. El 304 aC és esmentat enviant subministraments de gra a Rodes que estava assetjada per Demetri Poliorceta, fill d'Antígon el Borni. El 302 aC va entrar en la coalició organitzada per Cassandre contra Antígon i Demetri, a la qual es van afegir Ptolemeu i Seleuc.
Cassandre i Lisímac van agafar el comandament dels exèrcits en persona, el primer a Grècia i el segon a Àsia; bona part de la Frígia Hel·lespòntica es va sotmetre a Lisímac voluntàriament, i algunes ciutats foren sotmeses per la força. El seu lloctinent Prepelau va conquerir Eòlia i Jònia, i el mateix Lisímac va assolar Frígia i va ocupar la important ciutat de Sínnada. Més tard, quan Antígon va contraatacar, no va arriscar una batalla decisiva i es va retirar cap a Dorilèon, on es va parapetar. Obligat a retirar-se cap a Bitínia, va passar l'hivern a la fèrtil comarca de Salòmia, a prop d'Heraclea del Pont, que li garantia els subministraments.
Abans del final de l'hivern Seleuc va arribar a Capadòcia mentre Demetri, d'altra banda, amb un exèrcit reclutat a Grècia, recuperava l'Hel·lespont. Els detalls de la campanya al següent any no s'han conservat, i només se sap que, a la primavera, els exèrcits de Lisímac i Seleuc es van reunir i els de Demetri Poliorceta i Antígon també es van trobar una mica després, a l'estiu, a Ipsos, a les planes de Frígia. Va seguir la decisiva batalla d'Ipsos en què Antígon va morir i Demetri va haver de fugir cap a Efes i després cap a la Grècia europea. Els guanyadors es van repartir els dominis del vençut, i Lisímac va obtenir l'Hel·lespont, fins al cor de Frígia, encara que el límit amb la resta dels antic territoris d'Antígon (que van passar a Seleuc) no és clarament indicat en cap font.
A partir d'aquí, Lisímac es va dedicar a consolidar el seu poder. La possessió de les mines d'or i plata de Tràcia li assegurava força riquesa i acumulava tresors (fins i tot va ser anomenat «el tresorer», γαξοφύλαξ). Aquestos tresors eren dipositats a dues ciutadelles: una a Tirizis, a la costa tràcia, i un altre a Pèrgam, a Mísia. Va fundar noves ciutats i va embellir o restaurar les existents: va reconstruir Antigonea de Bitínia, al llac d'Ascània, que va rebatejar com a Nicea en honor de la seva dona; va restaurar Esmirna, que estava pràcticament deshabitada i va recuperar la seva antiga prosperitat; i Efes, una de les darreres ciutats que va romandre lleial a Antígon, la va traslladar més prop de la costa i la va repoblar amb els habitants de Lèbedos, Colofó i de la mateixa Efes; va engrandir Antigonea de la Tròada, que va rebatejar com a Alexandria en honor a Alexandre. Va continuar la lluita contra els odrisis, peonis i altres tribus, i va aconseguir el domini sense disputa de tots els territoris al sud del Danubi.
Quan Seleuc es va aliar a Demetri Poliorceta, Lisímac es va aliar a Ptolemeu, i fou llavors quan es va casar amb Arsínoe II, filla de Ptolemeu. Cassandre va morir el 297 aC, i fins llavors Lisímac va mantenir excel·lents relacions de bon veïnatge a Macedònia, relacions que va tractar de mantenir donant a la seva filla Eurídice en matrimoni a Antípatre, un dels fills de Cassandre. Les dissensions entre els fills van acabar finalment en el derrocament de la dinastia. Lisímac, de fet, va signar ràpidament un acord de pau que establia la renúncia dels drets del seu gendre, a qui més tard va fer matar.
En aquest temps, Lisímac es va haver d'enfrontar al nord amb els getes. Les primeres notícies són del 292 aC, i probablement el resultat d'una agressió de Lisímac. El seu fill, Agàtocles, que va dirigir l'exèrcit contra els getes, va ser derrotat i fet presoner, encara que el generós rei geta Dromiquetes el va alliberar i el va retornar al seu pare. El 291 aC, Lisímac en persona va marxar contra els getes amb un enorme exèrcit, i va entrar al cor dels seus dominis, però es va trobar privat de subministraments i finalment es va haver de rendir. El rei Dromiquetes el va tractar amb generositat i, després de retreure-li les seves repetides agressions, li va concedir la llibertat.
En la seva absència, Demetri Poliorceta va aprofitar per ocupar diverses ciutats de Tràcia, però aviat les va abandonar voluntàriament, quan va rebre notícies d'una revolta a l'Hèl·lada. Lisímac va preparar la seva venjança amb l'aliança amb Ptolemeu i Seleuc en una lliga contra Poliorceta, a la qual es va afegir Pirros de l'Epir.
Cap a l'any 289 aC, Lisímac va envair Macedònia al mateix temps que Pirros ho feia per l'oest. Demetri, abandonat per les tropes, va haver de fugir, i els dos conqueridors van restar amos de Macedònia (288 aC). Lisímac va deixar la corona a Pirros i va annexar els territoris fins al riu Nestos, i una mica després també va incorporar Peònia (286 aC). El 285 aC, Pirros fou expulsat de Macedònia i Lisímac es va proclamar rei.
Molt poc després, el seu principal enemic, Demetri Poliorceta, fou capturat per Seleuc, i això el deixava el camp lliure. Lisímac va demanar repetidament a Seleuc de matar Poliorceta, però aviat l'aliança entre selèucides i Lisímac es va anar afluixant per acabar esdevenint enemics. Lisímac va reforçar l'aliança amb Egipte, i el seu fill Agàtocles es va casar amb Lisandra, filla de Ptolemeu (285 aC), mentre la filla de Lisímac, Arsínoe, es va casar un mesos després amb Ptolemeu II Filadelf, que acabava de pujar al tron egipci (284 aC). Òxatres i Clearc, fills d'Amastris, que havien mort la seva mare, senyora d'Heraclea del Pont, foren executats per orde de Lisímac el 286 aC, i Heraclea va ser donada com a regal a la seva dona Arsínoe.
Arsínoe era enemiga del príncep Agàtocles, i va incitar a Lisímac contra Agàtocles; el germanastre d'Arsínoe, Ptolemeu Ceraune, va arribar a la cort com a fugitiu i va ajudar a la seva germana en aquesta tasca; Lisímac va escoltar les difamacions d'Arsínoe contra Agàtocles i finalment va permetre que Agàtocles fos assassinat (segons uns, enverinat, i segons altres, assassinat per Ceraune). Això va separar Lisímac del poble, i algunes ciutats d'Àsia es van revoltar. El seu eunuc Fileter, que li custodiava els tresors a Pèrgam, el va desconèixer; Lisandra, la viuda d'Agàtocles, va fugir a la cort de Seleuc i va demanar venjança.

### Mort
Seleuc era ja tan vell com Lisímac (uns 70 anys cadascun), però tot i així va aixecar un exèrcit i va envair els dominis del seu rival. Lisímac va reunir també el seu exèrcit i va sortir cap a les seves possessions asiàtiques; els dos exèrcits es van trobar a la plana de Curos o Curopedi. En la batalla va morir Lisímac a mans de Malacó, nadiu d'Heraclea (281 aC). El seu cos va ser lliurat al seu fill Alexandre de Tràcia i enterrat a Lisimaquea. Va regnar 25 anys des que va assolir el títol i cinc anys i sis mesos a Tràcia i Macedònia reunides.

## Descendència
Justí diu que, abans de morir, l'havien premort quinze fills, però si aquestos fills van existir no són coneguts, llevat d'Agàtocles. Sis fills el van sobreviure:
- Fills de Macris, una dona odrísia:
  - Alexandre, germà d'Agàtocles
- Fills de Nicea
  - Arsínoe, casada amb Ptolemeu Filadelf
  - Eurídice, dona d'Antípatre, el fill de Cassandre
- Fills d'Arsínoe II:
  - Ptolemeu
  - Lisímac
  - Filip

Una filla de nom desconegut es va casar en vida del pare amb el rei geta Dromiquetes, però no se sap si encara vivia el 281 aC.